# Svendborgjolle
Svendborgjollen, også kaldt Svendborg Junior, er en jolletype, der er inspireret af aalborgjollen, den er konstrueret i 1968 af ingeniør E. Bjørn Jensen, søspejderfar fra Svendborg. Svendborgjollen er en synkefri og stabil åben jolle, beregnet for seks personer, men bliver hurtigt lidt trang på længere ture. Svendborgjollen har bermuda-rig og en kort finnekøl. Den er bygget i glasfiber. Foruden den normale Svendborgjolle findes to yderligere varianter af Svendborgjollen: Svendborg Senior og Svendborg Racing. Svendborg Senior jollen har kahyt og plads til 4 i cockpittet, hvorimod Junioren har et større cockpit med plads til 6-7 og ingen kahyt, men et forrum, der kan bruges til grej.
Målet med konstruktionen var at skabe en god og stabil sejlbåd, til brug af søspejdere. Jollen er blevet populær også blandt andre sejlere.
Der blev bygget flere helt nye både omkring år 2017, alle af "Junior" typen. Dette blev muligt via et stort fundrasing-projekt. Som en spejderleder fra Niels Juel søspejder stod i spidsen for.

## Specifikationer
- Længde: 5,8 m
- Bredde: 2,2 m
- Dybdegang: 0,85 m
- Kølvægt: 220 kg
- Storsejl: 8,6 m²

I 1969 blev jollen modificeret af E. Bjørn Jensen, som udstyrede båden med større køl, og lukaf, denne bådtype fik navnet Svendborg Senior.
Svendborg Seniorjollens data:
- Længde: 5,80 m.
- Bredde: 2,2 m.
- Dybgående: 0,85 m.
- Deplacement: 760 kg.
- Kølvægt: 275 kg.
- Areal under vandlinien: 11 m2
- Storsejl: 8,7 m2

Ydermere findes der en sjælden variant, Svendborg Racing, som er bygget til kapsejlads.